# Кардето
Кардето (итал. Cardeto) — коммуна в Италии, располагается в регионе Калабрия, подчиняется административному центру Реджо-Калабрия.
Население составляет 2324 человека (на 2005 г.), плотность населения составляет 65 чел./км². Занимает площадь 36 км². Почтовый индекс — 89060. Телефонный код — 0965.
Покровителем населённого пункта считается Святой Себастьян. Праздник ежегодно празднуется 20 января.